# SLAMF8
SLAMF8 (англ. SLAM family member 8) – білок, який кодується однойменним геном, розташованим у людей на короткому плечі 1-ї хромосоми.  Довжина поліпептидного ланцюга білка становить 285 амінокислот, а молекулярна маса — 31 670.
| 10         |  | 20         |  | 30         |  | 40         |  | 50         |
| ---------- |  | ---------- |  | ---------- |  | ---------- |  | ---------- |
| MVMRPLWSLL |  | LWEALLPITV |  | TGAQVLSKVG |  | GSVLLVAARP |  | PGFQVREAIW |
| RSLWPSEELL |  | ATFFRGSLET |  | LYHSRFLGRA |  | QLHSNLSLEL |  | GPLESGDSGN |
| FSVLMVDTRG |  | QPWTQTLQLK |  | VYDAVPRPVV |  | QVFIAVERDA |  | QPSKTCQVFL |
| SCWAPNISEI |  | TYSWRRETTM |  | DFGMEPHSLF |  | TDGQVLSISL |  | GPGDRDVAYS |
| CIVSNPVSWD |  | LATVTPWDSC |  | HHEAAPGKAS |  | YKDVLLVVVP |  | VSLLLMLVTL |
| FSAWHWCPCS |  | GKKKKDVHAD |  | RVGPETENPL |  | VQDLP      |  |            |

A: Аланін

C: Цистеїн

D: Аспарагінова кислота

E: Глутамінова кислота

F: Фенілаланін

G: Гліцин

H: Гістидин

I: Ізолейцин

K: Лізин

L: Лейцин

M: Метіонін

N: Аспарагін

P: Пролін

Q: Глутамін

R: Аргінін

S: Серин

T: Треонін

V: Валін

W: Триптофан

Задіяний у таких біологічних процесах як поліморфізм, альтернативний сплайсинг. 
Локалізований у мембрані.